# كبر الثدي
كبر الثدي هو التضخم الطبيعي أو العفوي للثدي البشري. يتضخم الثدي بشكل طبيعي أثناء سن البلوغ والحمل لدى النساء، وكذلك خلال فترات معينة من الدورة الشهرية. عندما يتضخم الثدي في الذكور، ويسمى بالتثدي ويعتبر حالة مرضية. عندما يحدث هذا الأمر في الإناث بشكل مفرط للغاية، فإنه يسمى ماكروماستيا (تضخم الثدي) (المعروف أيضًا باسم الثدي العملاق أو الثدي المتضخم ويعتبر بالمثل حالة مرضية. يمكن أن ينتج كبر الثدي بسبب احتقان الثدي، وهو زيادة مؤقتة للثدي ناجمة عن إنتاج وتخزين حليب الثدي بالاشتراك مع الرضاعة و/أو ثر اللبن المفرط أو إنتاج كميات كبيرة غير مناسبة من الحليب). كثيرًا ما يحدث ألم الثدي مع حالات كبر الثدي.
يزداد حجم الثديين زيادة مؤقتة خلال الطور الأصفري في النصف الأخير من دورة الطمث، وذلك بسبب زيادة تدفق الدم إلى الثدي و/ أو احتباس السوائل قبل الحيض الناجم عن تركيزات عالية من الإستروجين و/ أو البروجستيرون، ويظهر أعراض ذلك على النساء في شكل، ثقل، تورم، والإحساس بالوخز.
قد ينتج كبر الثدي كأثر جانبي للعديد من العقاقيرمثل:
- الإستروجين[2][13]
- مضادات الأندروجين مثل سبيرونولاكتون[14] وسيبروتيرون أسيتات[15] وبيكالوتاميد[16][17] وفيناستريد [18][19]
- هرمون النمو[20][21]
- سيكلوسبورين وإندينافير ومرجوانا وسيميتيدين.[6][22]
- الأدوية التي تؤفع مستويات البرولاكتين والأدوية المناهضة لمستقبلات الدوبامين مثل مضادات الذهان مثل ريسبيريدون وميتوكلوبراميد ودومبيريدون[23][24]
- بعض مضادات الاكتئاب مثل مثبطات استرداد السيروتونين الانتقائية ومضاد اكتئاب ثلاثي الحلقات.[24][25][26]
- يظهر أن هذا التأثير يظهر بشكل أقل مع مثبطات استرداد السيروتونين والنورأدرينالين الانتقائية مثل فنلافاكسين.[27] مضادات الاكتئاب «غير نمطية» مثل الميرتازابين والبوبروبيون لا تزيد مستويات البرولاكتين (يقلل بوبروبيون في الواقع مستويات البرولاكتين)، وبالتالي لا يكون هناك أي خطر لكبر الثدي م تلك الأدوية.[23]

وجدت دراسة أجريت عام 1997 وجود علاقة بين مثبطات استرداد السيروتونين الانتقائية وكبر الثدي في 23 امرأة (39٪) من 59 من الإناث المشاركات ف الدراسة. وقد وجدت الدراسات أيضًا ارتباطات بين مثبطات استرداد السيروتونين الانتقائية واللبنلب. يبدو أن هذه الآثار الجانبية تنتج بسبب زيادة مستويات البرولاكتين في الدم التي تسببها هذه الأدوية، وهو تأثير يبدو أن يسببه السيروتونين- من خلال تثبيط الخلايا العصبية المفرزة للدوبامين التي تمنع إفراز البرولاكتين  ومن الجدير بالذكر أن كبر أنسجة الثدي التي يمكن أن تسببها هذه الأدوية يمكن أن تكون مرتبطة ارتباطًا وثيقًا مع زيادة الوزن المصاحب لتعاطي تلك الأدوية (في دراسة عام 1997، عانى 83٪ من زيادة الوزن أيضًا بالإضافة لكبر الثدي، في حين عانى 30٪ فقط من كبر الثدي دون زيادة الوزن.] تم الإبلاغ عن اخفاض حجم الثدي بعد التوقف عن تناول مثبطات استرداد السيروتونين الانتقائية. ارتبطت مثبطات استرداد السيروتونين الانتقائية بشكل ملحوظ مع زيادة متواضعة في خطر الإصابة بسرطان الثدي
يتفق هذا مع حقيقة أن ارتفاع مستويات البرولاكتين قد ارتبطت بزيادة خطر الإصابة بسرطان الثدي.
يكون كبر الثدي تأثير مرغوب فيه في علاج تأخر البلوغ باستخدام الهرمونات البديلة، وفي حالات استخدام الهرمونات البديلة للنساء المتحولات جنسيًا.